# 細胞融合
細胞融合 (cell fusion) は、二つ以上の細胞が融合して一つの雑種細胞となる現象である。

## 概要
細胞融合は、二つ以上の細胞から一つの雑種細胞が形成される現象である。同種細胞どうしはうまく融合しやすいが、異種の細胞融合も起こる。
細胞融合は、筋肉、骨および栄養膜細胞の分化、胚発生および形態形成の期間に起こる重要な細胞過程である。これは、生体の成長において、細胞の機能を維持するために必須である。また、受精時の生殖細胞や溶解ウイルス感染においてよく観察される。これには形態変化、液胞形成、および合胞体形成のための細胞融合も含む。
細胞融合現象は、1957年に岡田善雄によって発見された。この時、センダイウイルス (HVJ) に細胞を融合させる作用があることを見出した。現在までに人工細胞融合が可能となり、品種改良やモノクローナル抗体の生産などに利用されている。ウイルスを介するだけでなく、プロトプラスト-PEG法や電気刺激によっても細胞融合を起こし目的の細胞を作ることができる。

## 糖尿病治療への応用
2013年5月29日、京都大学再生医科学研究所の角昭一郎らが、「膵臓内でインスリンを分泌するランゲルハンス島の細胞を、骨髄から取り出した幹細胞と融合させ、生体内で効率的に働かせる動物実験に世界で初めて成功した」と発表した。角昭らのグループは、細胞増殖などの能力に優れた大腿骨の骨髄由来の幹細胞と膵島細胞とを並べて電気刺激を与えて融合させ、インスリンを分泌できないラットに移植した。その結果、通常の膵島移植の半分の量の融合細胞を移植しただけで、血糖値が低下する効果が出ることが確認され、移植後3カ月間、血糖値が徐々に低下したことから、融合細胞が生体内で増殖したと考えられるという。角昭は「膵島から融合細胞を作製し、それを移植するという新たな手法につながる可能性がある」と話している。